# Calce
Calce – miejscowość i gmina we Francji, w regionie Oksytania, w departamencie Pireneje Wschodnie.
Według danych na rok 1990 gminę zamieszkiwało 161 osób, a gęstość zaludnienia wynosiła 7 osób/km² (wśród 1545 gmin Langwedocji-Roussillon Calce plasuje się na 745. miejscu pod względem liczby ludności, natomiast pod względem powierzchni na miejscu 313.). 

## Zabytki
Zabytki na terenie gminy posiadające status monument historique:
- zamek Mas de Las Fons